# Superstock 1000 FIM Cup 2006
Superstock 1000 FIM Cup 2006 è l'ottava edizione della Superstock 1000 FIM Cup.
Il campionato piloti è stato vinto da Alessandro Polita su Suzuki GSXR1000 K6 del team Celani Suzuki Italia. Suoi principali rivali per tutta la stagione sono stati Claudio Corti con la R1 del Yamaha Team Italia ed i due piloti della MV Agusta, Luca Scassa e Ayrton Badovini. Da evidenziare come i quattro piloti italiani si sono divisi tutte le pole e tutte le vittorie in stagione ad eccezione della prima pole a Valencia.
Vittoria per la Suzuki nella classifica costruttori, che riesce a posizionare le sue moto per nove volte tra i primi due posti nelle dieci gare in calendario. La MV Agusta, seconda nella graduatoria, grazie alla vittoria di Ayrton Badovini nella prova della Repubblica Ceca sul circuito di Brno, ritorna al successo in una competizione motociclistica mondiale a distanza di 30 anni dall'ultima vittoria di Giacomo Agostini nel 1976 al Gran Premio della Germania Ovest.

## Piloti partecipanti
fonte
Tutte le motociclette in competizione sono equipaggiate con pneumatici forniti dalla Pirelli.
| Nº  | Pilota                  | Squadra                   | Motocicletta       |
| --- | ----------------------- | ------------------------- | ------------------ |
| 5   | Riccardo Chiarello      | Lightspeed Kawasaki Supp. | Kawasaki ZX 10R    |
| 5   | Riccardo Chiarello      | Berry Racing              | Kawasaki ZX 10R    |
| 8   | Loic Napoleone          | Celani Suzuki Italia      | Suzuki GSXR1000 K6 |
| 9   | Luca Scassa             | EVR Corse Ormeni Racing   | MV Agusta          |
| 10  | Giuseppe Natalini       | Team Trasimeno            | Yamaha YZF R1      |
| 10  | Giuseppe Natalini       | Lightspeed Kawasaki Supp. | Kawasaki ZX 10R    |
| 11  | Denis Sacchetti         | PSG-1 Kawasaki Corse      | Kawasaki ZX 10R    |
| 12  | Leonardo Biliotti       | EVR Corse Ormeni Racing   | MV Agusta          |
| 13  | Andrea Paoloni          | HP Racing                 | Suzuki GSXR1000 K6 |
| 14  | Mauro Belliero          | Azione Corse              | Honda CBR 1000RR   |
| 15  | Matteo Baiocco          | Umbria Bike               | Yamaha YZF R1      |
| 16  | Enrique Rocamora        | RG Team                   | Yamaha YZF R1      |
| 17  | Cédric Tangre           | Yohann Moto Sport         | Suzuki GSXR1000 K6 |
| 18  | Eric Van Bael           | SRC Racing                | Suzuki GSXR1000 K6 |
| 19  | Gabriele Perri          | Team SBP                  | Suzuki GSXR1000 K6 |
| 20  | Fabrizio Perotti        | Lightspeed Kawasaki Supp. | Kawasaki ZX 10R    |
| 21  | Leon Bovee              | Piet Geluk Racing         | Suzuki GSXR1000 K6 |
| 22  | Guy Sanders             | JJR Ridenow Kawasaki      | Kawasaki ZX 10R    |
| 22  | Guy Sanders             | Lightspeed Kawasaki Supp. | Kawasaki ZX 10R    |
| 23  | Howie Mainwarnig        | Kristal Racing            | Yamaha YZF R1      |
| 24  | Marko Jerman            | MD Team Jerman            | Suzuki GSXR1000 K6 |
| 26  | Brendan Roberts         | HP Racing                 | Suzuki GSXR1000 K6 |
| 27  | Alessandro Colatosti    | PSG-1 Kawasaki Corse      | Kawasaki ZX 10R    |
| 28  | Sepp Vermonden          | Racing Dirk Van Mol       | Suzuki GSXR1000 K6 |
| 31  | Giuseppe Barone         | Unionbike GiMotosports    | MV Agusta          |
| 31  | Giuseppe Barone         | TCM Gi.Motor              | Suzuki GSXR1000 K6 |
| 32  | Sheridan Morais         | EMS Racing                | Suzuki GSXR1000 K6 |
| 33  | Patrick McDougall       | Beowulf Racing            | Suzuki GSXR1000 K6 |
| 34  | Mark Pollock            | EMS Racing                | Suzuki GSXR1000 K6 |
| 35  | Allard Kerkhoven        | Oliveira Suzuki           | Suzuki GSXR1000 K6 |
| 36  | Iván Silva              | D'Antin MotoGP            | Kawasaki ZX 10R    |
| 36  | Iván Silva              | PMS Corse                 | Kawasaki ZX 10R    |
| 37  | Francesco Javier Oliver | Alapont Competition       | Yamaha YZF R1      |
| 38  | Gilles Boccolini        | PMS Corse                 | Kawasaki ZX 10R    |
| 39  | Mattia Angeloni         | Puccetti Racing           | Yamaha YZF R1      |
| 40  | Hervé Gantner           | Ticino Hosting Badan      | Yamaha YZF R1      |
| 40  | Hervé Gantner           | Azione Corse              | Honda CBR 1000RR   |
| 41  | Nick Henderson          | Beowulf Racing            | Suzuki GSXR1000 K6 |
| 41  | Nick Henderson          | Oliveira Suzuki           | Suzuki GSXR1000 K6 |
| 42  | Alex Martinez           | PMS Corse                 | Kawasaki ZX 10R    |
| 42  | Alex Martinez           | HP Racing                 | Suzuki GSXR1000 K6 |
| 43  | Bartlomiej Wiczynski    | Suzuki Grandys Duo Racing | Suzuki GSXR1000 K6 |
| 44  | Roberto Lunadei         | 44 Racing                 | Yamaha YZF R1      |
| 45  | Gianluca Rapicavoli     | Unionbike GiMotosports    | MV Agusta          |
| 47  | Richard Cooper          | MS Racing                 | Honda CBR 1000RR   |
| 48  | Jon Boy Lee             | Team Nvidia               | Yamaha YZF R1      |
| 49  | Jarno Van Der Marel     | Hoegee Suzuki Racing      | Suzuki GSXR750 K6  |
| 50  | David Johnson           | RT Motorsport             | Yamaha YZF R1      |
| 51  | Dominic Lammert         | Betandwin.de Racing       | Suzuki GSXR1000 K6 |
| 53  | Alessandro Polita       | Celani Suzuki Italia      | Suzuki GSXR1000 K6 |
| 54  | Anthony Dos Santos      | Dos Santos Team           | Yamaha YZF R1      |
| 55  | Olivier Depoorter       | Autophone Racing          | Yamaha YZF R1      |
| 56  | Emeric Jonchiere        | ERT Team                  | Suzuki GSXR1000 K6 |
| 57  | Ilario Dionisi          | Team Trasimeno            | Yamaha YZF R1      |
| 57  | Ilario Dionisi          | Unionbike GiMotosports    | MV Agusta          |
| 58  | Robert Gianfardoni      | PMS Corse                 | Yamaha YZF R1      |
| 64  | Didier Heyndrickx       | Racing Dirk Van Mol       | Suzuki GSXR1000 K6 |
| 69  | David Fouloy            | TKR Suzuki Switzerland    | Suzuki GSXR1000 K6 |
| 71  | Petter Solli            | Solli Racing              | Yamaha YZF R1      |
| 72  | Freddy Foray            | Yohann Moto Sport         | Suzuki GSXR1000 K6 |
| 73  | Simone Saltarelli       | PMS Corse                 | Kawasaki ZX 10R    |
| 73  | Simone Saltarelli       | Team Trasimeno            | Yamaha YZF R1      |
| 74  | Jason Perez             | HP Racing                 | Suzuki GSXR1000 K6 |
| 75  | Arne Tode               | Racing Dirk Van Mol       | Suzuki GSXR1000 K6 |
| 76  | Adam Jenkinson          | Azione Corse              | Honda CBR 1000RR   |
| 77  | Claudio Corti           | Yamaha Team Italia        | Yamaha YZF R1      |
| 82  | Giuseppe Cedroni        | Azione Corse              | Honda CBR 1000RR   |
| 84  | Marek Szkopek           | Szkopek Racing            | Kawasaki ZX 10R    |
| 86  | Ayrton Badovini         | Biassono - Unionbike      | MV Agusta          |
| 89  | Raphael Chevre          | TKR Suzuki Switzerland    | Suzuki GSXR1000 K6 |
| 90  | Diego Ciavattini        | Team Trasimeno            | Yamaha YZF R1      |
| 95  | Mashel Al Naimi         | D'Antin MotoGP            | Kawasaki ZX 10R    |
| 96  | Matěj Smrž              | MS Racing                 | Honda CBR 1000RR   |
| 99  | Danilo Dell'Omo         | T.C.M. Team Cruciani Moto | Suzuki GSXR1000 K6 |
| 121 | William Marconi         | Azione Corse              | Honda CBR 1000RR   |
| 154 | Tommaso Lorenzetti      | Azione Corse              | Honda CBR 1000RR   |

| Legenda            |
| ------------------ |
| Pilota wildcard    |
| Pilota Sostitutivo |

## Calendario
| N° | Data         | Gran Premio | Circuito         | Pole Position     | Vincitore Gara    | Leader del campionato | Resoconto |
| -- | ------------ | ----------- | ---------------- | ----------------- | ----------------- | --------------------- | --------- |
| 1  | 23 aprile    | Spagna      | Valencia         | Iván Silva        | Alessandro Polita | Alessandro Polita     | Resoconto |
| 2  | 7 maggio     | Italia      | Monza            | Alessandro Polita | Alessandro Polita | Alessandro Polita     | Resoconto |
| 3  | 28 maggio    | Europa      | Silverstone      | Claudio Corti     | Claudio Corti     | Alessandro Polita     | Resoconto |
| 4  | 25 giugno    | San Marino  | Misano Adriatico | Ayrton Badovini   | Alessandro Polita | Alessandro Polita     | Resoconto |
| 5  | 23 luglio    | Rep. Ceca   | Brno             | Luca Scassa       | Ayrton Badovini   | Alessandro Polita     | Resoconto |
| 6  | 6 agosto     | Regno Unito | Brands Hatch     | Ayrton Badovini   | Luca Scassa       | Alessandro Polita     | Resoconto |
| 7  | 3 settembre  | Paesi Bassi | Assen            | Ayrton Badovini   | Claudio Corti     | Alessandro Polita     | Resoconto |
| 8  | 10 settembre | Germania    | Eurospeedway     | Claudio Corti     | Claudio Corti     | Alessandro Polita     | Resoconto |
| 9  | 1º ottobre   | Italia      | Imola            | Luca Scassa       | Luca Scassa       | Alessandro Polita     | Resoconto |
| 10 | 8 ottobre    | Francia     | Magny-Cours      | Claudio Corti     | Claudio Corti     | Alessandro Polita     | Resoconto |

## Classifiche

### Classifica Piloti[1]
| Pos. | Pilota             | Moto               |     |     |     |     |     |     |     |     |     |     | P.ti |
| ---- | ------------------ | ------------------ | --- | --- | --- | --- | --- | --- | --- | --- | --- | --- | ---- |
| 1    | Alessandro Polita  | Suzuki             | 1   | 1   | 2   | 1   | Rit | 2   | 3   | 10  | 3   | 2   | 173  |
| 2    | Claudio Corti      | Yamaha             | 8   | 10  | 1   | 5   | 14  | 4   | 1   | 1   | 4   | 1   | 153  |
| 3    | Luca Scassa        | MV Agusta          | 5   | 5   | 4   | 3   | 2   | 1   | 5   | 5   | 1   | Rit | 143  |
| 4    | Ayrton Badovini    | MV Agusta          | 3   | 3   | 3   | 2   | 1   | 3   | Rit | Rit | 5   | Rit | 120  |
| 5    | Matteo Baiocco     | Yamaha             | 11  | 9   | 9   | 12  | 4   | 14  | 4   | 7   | 6   | 3   | 86   |
| 6    | Brendan Roberts    | Suzuki             |     |     |     | 4   |     | 7   | 2   | 2   | 2   | Rit | 82   |
| 7    | Enrique Rocamora   | Yamaha             | 4   | 11  | 5   | 6   | 10  | 6   | 6   | 13  | 13  | 10  | 77   |
| 8    | Riccardo Chiarello | Kawasaki           | 14  | 2   | 11  | 10  | 6   |     | 12  | 15  | Rit | 7   | 57   |
| 9    | Loic Napoleone     | Suzuki             | Rit | 12  | 10  | Rit | 8   | 10  | 8   | 3   | 7   |     | 57   |
| 10   | Denis Sacchetti    | Kawasaki           | 6   | 7   | 8   | Rit | 9   | 5   | Rit |     |     |     | 45   |
| 11   | Richard Cooper     | Honda              | 12  | 16  | 13  | 9   | 3   | 12  | 13  | 9   | 19  |     | 44   |
| 12   | Danilo Dell'Omo    | Suzuki             | 13  | 6   | Rit | 15  | 7   | 26  | 14  | 8   | 9   | 13  | 43   |
| 13   | Ilario Dionisi     | Yamaha e MV Agusta | 15  | 8   | 6   |     | 16  | 13  | 9   | NP  | 20  | 4   | 42   |
| 14   | Sheridan Morais    | Suzuki             | 7   | Rit | 7   | Rit | 13  | 8   | 11  | 16  | 16  | 11  | 39   |
| 15   | Alex Martinez      | Kawasaki e Suzuki  | 9   | 4   | 12  | 11  | 15  |     |     |     |     |     | 30   |
| 16   | Iván Silva         | Kawasaki           | 2   |     |     |     |     | 9   |     |     |     |     | 27   |
| 17   | Marko Jerman       | Suzuki             | 19  | 14  | 21  | 14  | 12  | 20  | 16  | 11  | 12  | 9   | 24   |
| 18   | Roberto Lunadei    | Yamaha             | 18  | Rit | 17  | Rit | Rit | Rit | 21  | 6   | 8   |     | 18   |
| 19   | Simone Saltarelli  | Kawasaki e Yamaha  | 10  | 13  | 16  | 7   | Rit |     | 17  | 19  | Rit | 18  | 18   |
| 20   | Leonardo Biliotti  | MV Agusta          | 20  | 18  | Rit | 20  | 5   | 24  | Rit | 20  | 10  | Rit | 17   |
| 21   | Gilles Boccolini   | Kawasaki           |     |     |     |     | Rit | 18  | 7   | 14  | 11  | Rit | 16   |
| 22   | Dominic Lammert    | Suzuki             |     |     |     |     |     |     |     | 4   |     |     | 13   |
| 23   | Hervé Gantner      | Yamaha e Honda     | Rit | 21  |     |     |     |     | 15  | 12  | 22  | 8   | 13   |
| 24   | Matěj Smrž         | Honda              | Rit | 17  | 14  | 8   | Rit |     | Rit | Rit | 14  | Rit | 12   |
| 25   | Emeric Jonchiere   | Suzuki             |     |     |     |     |     |     |     |     |     | 5   | 11   |
| 26   | Arne Tode          | Suzuki             |     |     |     |     |     |     |     |     | 15  | 6   | 11   |
| 27   | Cédric Tangre      | Suzuki             | 17  | 20  | 15  | 13  | 11  | 16  | Rit |     |     |     | 9    |
| 28   | David Johnson      | Yamaha             |     |     |     |     |     |     | 10  |     |     |     | 6    |
| 29   | Guy Sanders        | Kawasaki           |     |     | 18  |     |     | 11  |     |     |     |     | 5    |
| 30   | Olivier Depoorter  | Yamaha             | 24  | 26  | 29  | 17  | Rit | 17  | Rit | 18  | 35  | 12  | 4    |
| 31   | Raphael Chevre     | Suzuki             |     |     |     |     | NP  | 27  |     | 23  | 28  | 14  | 2    |
| 32   | Petter Solli       | Yamaha             | Rit | 15  | 24  | NP  | NP  |     | Rit | Rit | 34  | 15  | 2    |
| 33   | Nick Henderson     | Suzuki             | 16  | 23  | 23  | 19  | Rit | 15  |     |     |     |     | 1    |
| Pos. | Pilota             | Moto               |     |     |     |     |     |     |     |     |     |     | P.ti |

| Legenda | 1º posto        | 2º posto            | 3º posto           | A punti      | Senza punti        | Grassetto – Pole position Corsivo – Giro più veloce |
| Legenda | Gara non valida | Non qual./Non part. | Ritirato/Non class | Squalificato | '-' Dato non disp. | Grassetto – Pole position Corsivo – Giro più veloce |

### Sistema di punteggio
| Pos.  | 1  | 2  | 3  | 4  | 5  | 6  | 7 | 8 | 9 | 10 | 11 | 12 | 13 | 14 | 15 | 16> |
| Punti | 25 | 20 | 16 | 13 | 11 | 10 | 9 | 8 | 7 | 6  | 5  | 4  | 3  | 2  | 1  | 0   |

### Costruttori[2]
| Pos. | Costruttore |    |    |    |   |   |    |    |    |    |   | P.ti |
| ---- | ----------- | -- | -- | -- | - | - | -- | -- | -- | -- | - | ---- |
| 1    | Suzuki      | 1  | 1  | 2  | 1 | 7 | 2  | 2  | 2  | 2  | 2 | 204  |
| 2    | MV Agusta   | 3  | 3  | 3  | 2 | 1 | 1  | 5  | 5  | 1  | 4 | 178  |
| 3    | Yamaha      | 4  | 8  | 1  | 5 | 4 | 4  | 1  | 1  | 4  | 1 | 171  |
| 4    | Kawasaki    | 2  | 2  | 8  | 7 | 6 | 5  | 7  | 14 | 11 | 7 | 103  |
| 5    | Honda       | 12 | 16 | 13 | 8 | 3 | 12 | 13 | 9  | 14 | 8 | 55   |